# Piper macropodum
Piper macropodum är en pepparväxtart som beskrevs av C. Dc.. Piper macropodum ingår i släktet Piper och familjen pepparväxter. Inga underarter finns listade i Catalogue of Life.